# 伦福德伯爵本杰明·汤普森
本杰明·汤普森爵士，伦福德伯爵，FRS（1753年3月26日—1814年8月21日），英国科学家、发明家、军官、贵族，生于英属美洲。他对于热的本质的研究挑战了当时占主流的热质说，对19世纪热力学的发展有重大意义。
他于美国独立战争中忠于英国王室，在英国陆军中服役，銜至中校，於战后移居伦敦。在那里，其在后勤方面才能受到赏识，晋升上校，于1784年被英王乔治三世进封爵士。其后，他又移居巴伐利亚，出任当地的陆军大臣，重整了陆军，于1791年获封为神圣罗马帝国伯爵。

## 早年
本杰明·汤普森1753年3月26日出生于马萨诸塞乡间的沃本。他的出生地现在被保存下来成为了一座博物馆。他受的教育主要来自乡间学校。有时他也去邻近的剑桥，听哈佛学院的教授的演讲。13岁那年，他成为了一位商人的学徒。他在做生意方面表现出色，并且通过与那些受过良好教育的人的交往，他汲取了他们身上许多优点，其中包括对于科学的兴趣。当他1769年在家乡养伤时，他进行了一些有关热的本质的实验。随后他在一个波士顿的店主工作了几个月，并在家乡自己进行了一些为成为医生的基本训练但并不成功。
汤普森的前途在1772年发生极大改观。在那年他娶了一位富有、并有深厚人脉的寡妇。她的父亲是地方高官，而她的前夫在康科德（时称伦福德）留下大片地产。他们后来移居到朴次茅斯。通过他妻子与总督的关系，他成为了当地民兵的一个少校。

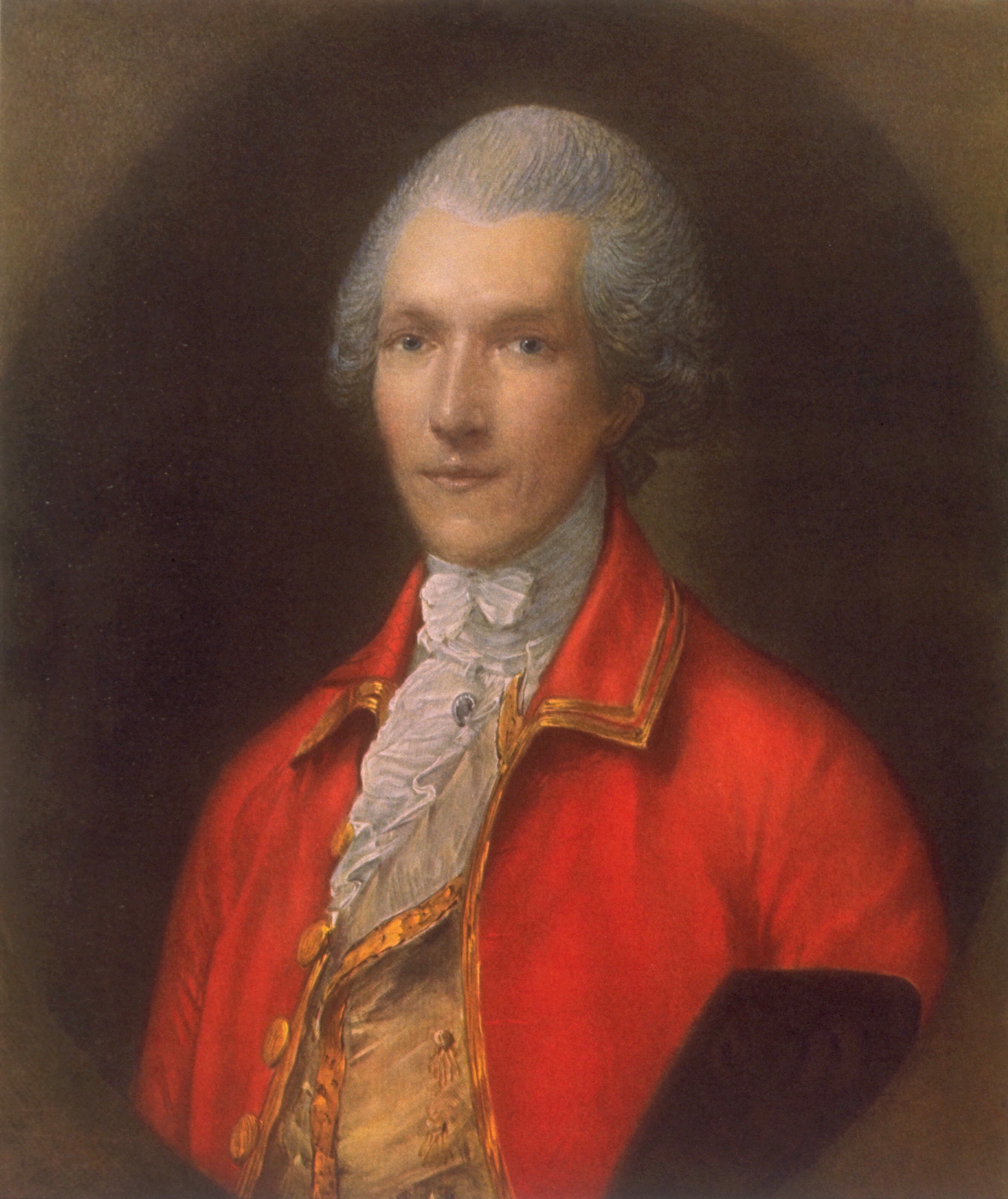
由托马斯·庚斯博罗于1783年绘制的画像

## 美國獨立戰爭
当美国独立战争爆发时，汤普森已经成为新英格兰的富有人物。他反對起義，并征募对抗叛军的仍对英王效忠者。他的行为引起了民眾对他的敌意，并襲擊了他的庄园。1776年，他永久擯棄妻子莎拉·羅爾夫，逃到英军阵营中。由于他带来的有关大陆军的有价值的情报，他受到英军的欢迎，并成为了盖奇将军和萨克维尔子爵的顾问，並在戰爭結束後移居倫敦。他於1784年被封為爵士。1785年，薩拉·湯普森十一歲時，汤普森移居巴伐利亞。但是，她和母親一起留在新英格蘭。1796年左右，應父親的要求，薩拉·湯普森到倫敦與他團聚，因為四年前她的母親去世了。
在美洲为英军服务时期，他进行了一系列有关火药威力的实验。实验结果获得了广泛认同，并在1781年于皇家学会的自然科学会报发表。因而，在他战后移居伦敦时，成为一位有名的科学家。

## 在巴伐利亚的经历

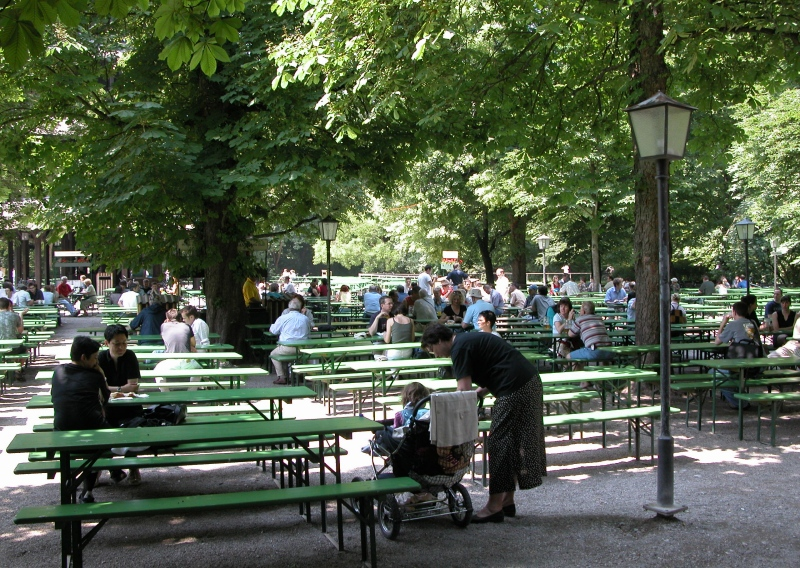
英国花园

1785年，他移居巴伐利亚，成为卡尔·泰奥多尔选侯的副官。在其在巴伐利亚度过的十一年中，他重整了陆军，并创建一批济贫院。他为穷人设计了伦福德粥，并且将马铃薯种植引入巴伐利亚。在这一时期，他研究了烹调、取暖和照明，其中包括对于几种燃料的使用成本和效率的比较。
1789年，他在慕尼黑兴建了英国花园。其留存至今，并以其规模闻名于世。1789年，他还被推选为美国文理科学院外籍名誉院士。出于他的功绩，1791年，他获封神圣罗马帝国伯爵。其爵号“伦福德”取自新罕布什尔州的康科德的旧名，是其发迹之地。

## 热学方面的研究
他对枪炮和炸药的研究引起了他对热的研究兴趣。他曾提出一种测量固体比热的方法，但由于有人（Johan Wilcke）先一步发表类似发现而大失所望。
随后，他研究了一些物质的绝热性能，并正确指出这些物质的绝热属性来源于它们阻碍了空气对流。不过，接着他做了一个毫无根据并且不正确的推论，包括空气在内的所有气体是理想的热绝缘体。他将这一结论进一步视为意匠论的依据，称上天的意旨如此安排，使动物长有皮毛，令它们免于寒冷之苦。  1797年，他将他的有关绝热性的推论推及液体。这受到科学界广泛反对，特别是道尔顿和约翰·莱斯利非常直截了当的回应了这一结论。 而当时的仪器灵敏性及精度还远远不能证实（或证伪）他的结论。他又一次受到他对上帝信仰的影响，很可能想给水赋予在日常生活中一个特别而神圣的位置

### 热动说
伦福德伯爵最重要的科学研究是其在慕尼黑针对热的本质的研究。在其《对摩擦所生热来源的实验探究》（An Experimental Enquiry Concerning the Source of the Heat which is Excited by Friction, 1798）中，他提出热是一种运动形式，而非像当时受到普遍认同的是一种物质。而这起源于他在慕尼黑一家兵工厂观察到在炮管镗孔过程中摩擦会产生热的经历。他进行了如下实验：用特别钝的镗孔工具对摩擦炮管并将其浸没于水中。尽管在大约两个半小时后水沸腾了，并通过比较比热来确认炮管本身没有发生变化，但摩擦所生的热却似乎是无穷无尽的。他指出这一现象在热质说范畴内是得不到合理解释的，因为传递给炮管的只有在摩擦相对运动过程中的功。但他没有进一步尝试将摩擦所生热进行量化或是去测量热功当量。尽管这项研究在当时面临大量诘难，但它随后在19世纪，能量守恒定律的发现过程中起着重要作用。

## 其他成就

### 发明和设计改良

伦福德炉的截面图，左边是燃料室

汤普森也是位活跃多产的发明家。他改进了烟囱、壁炉以及工业熔炉的设计，并发明了双层蒸锅，一种炉灶，和滴漏式咖啡壶 。在他任职于巴伐利亚期间他还发明了渗滤式咖啡壶。
汤普森因为他成功的发明而成为社会名流。他的这些发明设计也产生大量经济价值， 并得到大范围的效仿。在许多方面，他与同样也设计了一种炉灶的本杰明·富兰克林十分相似。
他对于绝热的研究对于后来保暖内衣的发明有重要作用。

### 光学
伦福德伯爵在光度学亦有所建树。他创制了一种光度计，并引入一种作为坎德拉前身的光强单位，标准蜡烛。为了规范严密，他作为标准的蜡烛是由鲸蜡制作的。他还发表了一些有关互补色觉幻像的研究报告。观察结果被米歇-欧仁·谢弗勒尔于1839年引用并归纳为同时色对比定律。

## 晚年

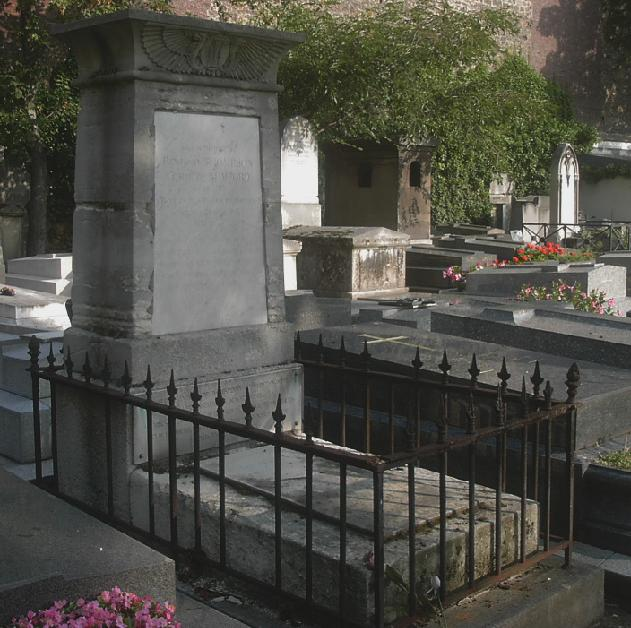
伦福德伯爵之墓 (巴黎)

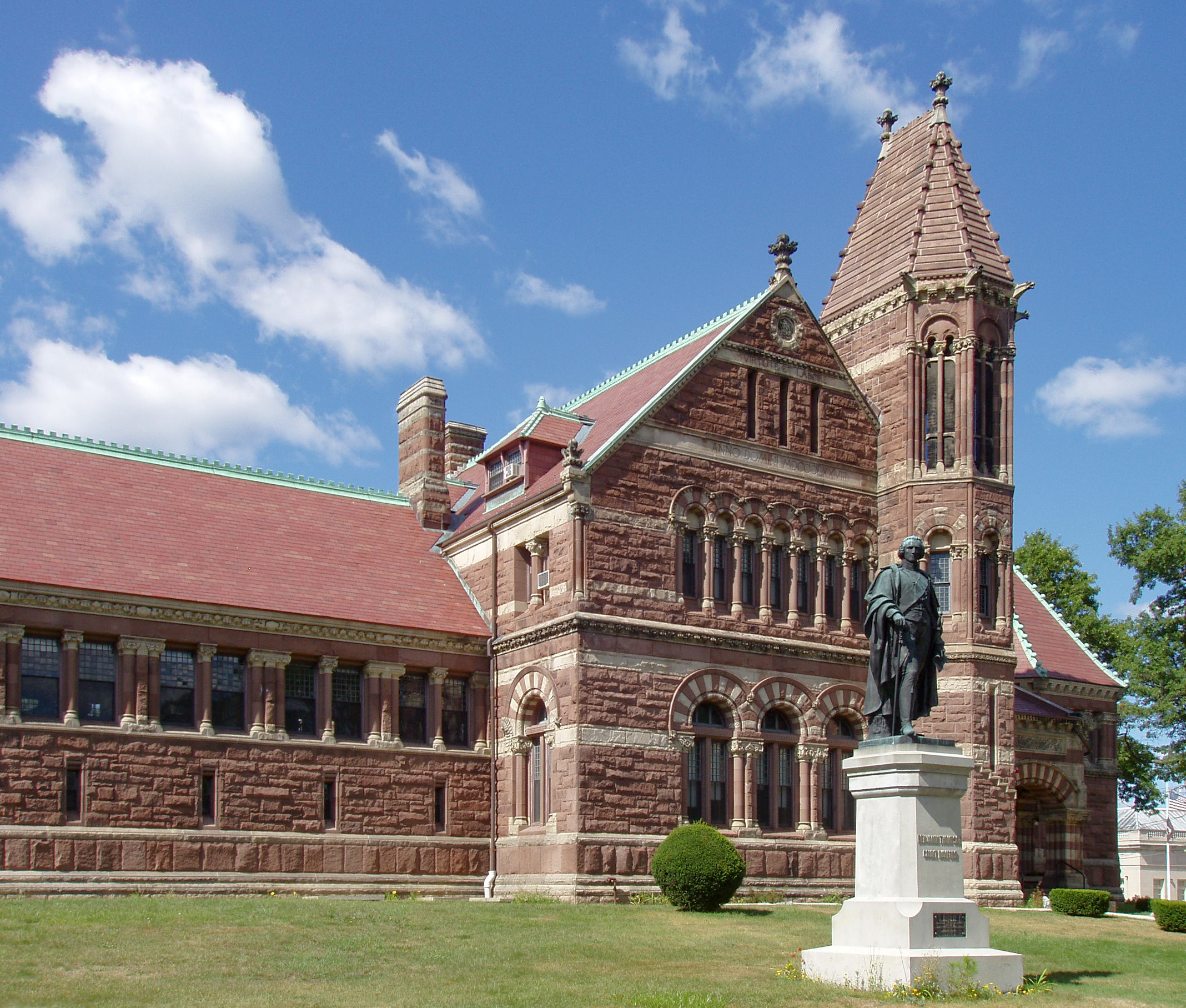
其在家乡图书馆外的塑像（复制自在慕尼黑的原作）

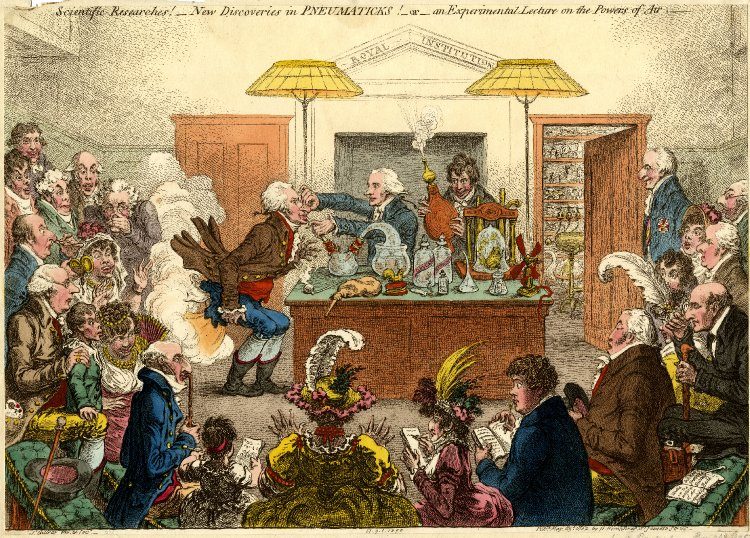
由詹姆斯·吉尔雷所作的一幅关于皇家科学研究所的漫画。最右者即伦福德伯爵

1799年后，伦福德伯爵在英法两国间奔忙。1799年，他和Joseph Banks爵士建立了皇家研究院，漢弗里·戴維是首任讲座研究员和所长。在一段时间内，该研究院是唯一推广化学研究的机构，并由于戴维的开拓性研究而获得世界性的名声。随后，法拉第将其建成首屈一指的实验室，并由于科普性的公众讲座而获得声望，形成延续至今的传统。至今，研究所的圣诞讲座仍能吸引大量电视观众。
他捐资分别在皇家学会和美国文理科学院创立伦福德奖和伦福德奖金，并资助哈佛大学创建了一个教授职位。1803年，他被推举为瑞典皇家科学院的外籍院士。1804年，他与法国化学家拉瓦锡的遗孀玛丽·安·拉瓦锡结婚（他的原配夫人已经过世），但一年后就离婚。之后他定居巴黎继续他的科学研究工作直至1814年逝世。他被安葬于巴黎的奥特伊，其墓毗邻法国数学家勒让德之墓。其过身后，他与发妻的女儿继承了他伯爵头衔。

## 荣誉
- 英王美洲龙骑兵团（英语：King's American Dragoons）中校
- 1784年受英王晋封爵士
- 1791年获封为神圣罗马帝国伯爵
- 在月球上有一个以他名字命名的陨石坑，伦福德环形山。

## 延伸阅读
- Brown, Sanborn C. . Doubleday & Co. 1962.
- Bradley, D. . Van Nostrand. 1967. ISBN B0000CM48T.
- Brown, G.I. . Sutton Publishing. 2001. ISBN 0-262-02138-2.
- Brown, S.C. . Cambridge USA: MIT Press. 1981. ISBN 0-262-02138-2.
- Cardwell, D.S.L. . London: Heinemann. 1971: 95–107. ISBN 0-435-54150-1.
- Larsen, E. . Rider. 1953. ISBN B0000CII01.
- Orton, V. . Alan C. Hood and Company Inc. 2000. ISBN 0-911469-17-6.
- Sparrow, W.J. . Hutchinson. 1964. ISBN B0000CM48T.